# Karel Hrubý (1910–1962)
Karel Hrubý (30. září 1910 Praha – 10. prosince 1962 Jihlava) byl český vysokoškolský profesor, genetik, přírodovědec, botanik a entomolog - lepideroptolog. Je autorem výzkumu výskytu nových druhů motýlů na území Slovenska, ale hlavně je znám svou gigantickou a dosud nepřekonanou prací Prodromus lepidopter Slovenska z roku 1964.

## Biografie
Karel Hrubý se narodil v Praze. Už v dětství osiřel. Matka zemřela, když mu bylo 14 let a o rok později zemřel i otec. Po skončení základní školy studoval na pražském reálném gymnáziu v Křemencově ulici. Po maturitě navštěvoval Přírodovědeckou fakultu Karlovy univerzity v Praze, kde úspěšně promoval 30. června 1933. V roce 1937 se stal docentem genetiky a v letech 1938 až 1939 absolvoval odbornou stáž v John Innes Horticultural Institution v Anglii. Během okupace ČSR, po zavření českých vysokých škol v roce 1939, pracoval jako středoškolský profesor v Praze a v Dvoře Králové, později i jako tovární dělník. Když byla výuka genetiky zakázána a byl vyhozen ze svého ústavu i z univerzity, ujali se jej slovenští kolegové a nabídli mu práci v Arboretu v Mlyňanech. Díky tomu se dostal k dílu, které by jinak nemohl napsat – k již zmíněnému Prodromus lepidopter Slovenska.
Po skončení okupace, v roce 1945, byl pověřen vybudováním genetického oddělení Přírodovědecké fakulty Univerzity Karlovy v Praze. V roce 1946 byl jmenován profesorem a jeho pracoviště, které vedl až do své předčasné smrti, se stalo centrem výuky poválečné generace československých genetiků. Vědecká činnost profesora Hrubého byla rozsáhlá a obsáhla celou řadu interdisciplinárních oborů. Zabýval se genetikou i cytologií, přičemž výsledky jeho práce byly využívány ve více oborech, hlavně však v genetice a šlechtitelství užitkových rostlin. Profesor Hrubý se ve významné míře zabýval i dědičností u živočichů a také problematikou genetiky člověka. Při svém studiu proměnlivosti obrátil svou pozornost k entomologii. V svém článku „Proměnlivost živých bytostí ve vztahu k vývoji“ z roku 1941 uvádí jako jeden z nejnápadnějších příkladů variability kresbu a zbarvení křídel u motýla přástevníka medvědího (Arctis caja, Linnaeus, 1758).
Zpočátku psal populárně-naučné články o vlastních lepidopterologických pozorováních. Od roku 1951 již práce vědecké, s použitím nových poznatků o variabilitě, bionomii a zoogeografii řádu motýli (Lepidoptera). Velkou pozornost věnoval hlavně studiu motýlů Československa. V Čechách se zaměřil na oblast Královédvorska a na území Slovenska hlavně oblast mlyňanského arboreta, kde zjistil výskyt 1106 druhů motýlů, výsledky čehož publikoval ve svých dvou pracích. Už tento vysoký počet druhů upozornil jednak na skutečnost obrovské druhové rozmanitosti zkoumané oblasti, ale na straně druhé ukázal také na velmi podrobný a důkladně provedený systematicky průzkum této oblasti ze strany autora. Na základě svého mnohaletého a hlubšího studia motýlů Slovenska dospěl Dr. Hrubý k závěru, že další práce v české lepidopterologii není možná bez komplexního zhodnocení všeho, co bylo až dosud o fauně motýlů z území Slovenska známé. Ujal se proto zpracování své nejvýznamnější práce „Prodromus lepidopter Slovenska“, s plným vědomím obtížnosti a obrovského rozsahu této práce, která má pro Slovenskou entomologii dodnes obrovský význam. „Prodromus Lepidoptera Slovenska“ byl v následujícím období sice vícekrát doplněn, ale stále zůstal svým rozsahem a významem v lepidopterologii nepřekonaný.
Karel Hrubý byl i významný a velmi aktivní člen Československé entomologické společnosti. Byl velmi přátelský poradce všem lepidopterologům, kteří jej požádali o pomoc, ať už v odborných systematických otázkách, ale i při determinaci entomologického materiálu. Díky jeho práci a entomologickým aktivitám se mnozí sběratelé začali zajímat i o dosud opomíjenou skupinu tzv. malých motýlů (Microlepidoptera).
Profesor Karel Hrubý zahynul 10. prosince 1962 v Jihlavě při autonehodě. Jeho sbírka hmyzu je uložena z větší své části ve Slovenském národním muzeu v Bratislavě. Obsahuje sbírkový materiál motýlů z území Slovenska a východních Čech v počtu asi 17 714 kusů.